# 建昌府

江西省の建昌府の位置（1820年）

建昌府（けんしょうふ）は、中国にかつて存在した府。元末から民国初年にかけて、現在の江西省撫州市南東部に設置された。

## 概要
979年（太平興国4年）、北宋により撫州南城県に建昌軍が置かれた。建昌軍は江南西路に属し、南城・南豊・新城・広昌の4県を管轄した。
1277年（至元14年）、元により建昌軍は建昌路総管府と改められた。建昌路は江西等処行中書省に属し、録事司と南城・新城・広昌の3県を管轄した。1362年、朱元璋により建昌路は建昌府と改められた。
明のとき、建昌府は江西省に属し、南城・南豊・新城・広昌・瀘渓の5県を管轄した。
清のとき、建昌府は江西省に属し、南城・南豊・新城・広昌・瀘渓の5県を管轄した。
1913年、中華民国により建昌府は廃止された。